# Зарама
Зарама је народ који се са сродним народима Лугуру и Сагара, блиским народу Њамвези, у чијем суседству обитавају на истоку Танзаније, консолидује у јединствену етничку целину. Највише насељавају Пвани, административни регион у Танзанији. Термин Зарамо, у научним студијама, такође одражава макроетничку групу. Већа група Зарамо састоји се од народа Зарамо, али укључује и низ сродних народа.
Има их 1.708.263. Језик припада подгрупи бенуе-конго групе нигер-конго нигерокордофанске породице језика. Религија је ислам, али и традиционална веровања (култ сила природе и култ предака).
Људи Зарамо су углавном пољопривредници који чувају стоку и пецају рибе, али су такође радници мигранти у главном граду Танзаније - Додома и другим туристичким местима. Производе главне намирнице као што су: пиринач, просо и сирак, маниок, као и готовинске културе као што су кокосови производи и хортикултура, као што је грашак.